# Pico do Jabre
De Pico do Jabre is met 1.197 meter de hoogste berg van de Braziliaanse staat Paraíba. Het is de op twee na hoogste van de Regio Noordoost, en de 14e hoogste van het land. De berg ligt in de gemeente Maturéia. Hij maakt deel uit van de Serra de Teixeira, die onderdeel is van het Borboremaplateau.
Op de top bevindt zich een stuk Atlantisch woud. Vanwege de geïsoleerde ligging bevinden zich hier enkele unieke plantensoorten, zoals de nachtschade-soort Solanum jabrense, waar deze berg de typelocatie voor is. Rondom de berg is het Staatspark Pico do Jabre ingesteld.